# Congratulations (Post Malone)
Congratulations è un singolo del rapper statunitense Post Malone, pubblicato il 31 gennaio 2017 come quinto estratto dal primo album in studio Stoney.

## Descrizione
Dodicesima traccia del disco, Congratulations, che vede la partecipazione del rapper statunitense Quavo, è stata descritta da Billboard come un brano trap.

## Video musicale
Il video musicale è stato reso disponibile il 23 gennaio 2017.

## Tracce
Testi e musiche di Austin Post, Quavious Marshall, Leland Wayne, Adam Feeney e Louis Bell.
Download digitale – Remix
1. Congratulations (Remix) (feat. Quavo & Future) – 4:44

## Formazione
- Post Malone – voce
- Quavo – voce aggiuntiva
- Frank Dukes – programmazione, strumentazione, produzione, registrazione
- Metro Boomin – programmazione, strumentazione, produzione
- Louis Bell – produzione vocale, registrazione
- Manny Marroquin – missaggio
- Chris Galland – assistenza al missaggio
- Jeff Jackson – assistenza al missaggio
- Mike Bozzi – mastering

## Classifiche

### Classifiche settimanali
| Classifica (2017) | Posizione massima |
| ----------------- | ----------------- |
| Australia         | 30                |
| Austria           | 68                |
| Belgio (Fiandre)  | 84                |
| Belgio (Vallonia) | 78                |
| Canada            | 14                |
| Danimarca         | 39                |
| Filippine         | 19                |
| Francia           | 140               |
| Germania          | 88                |
| Grecia            | 49                |
| Irlanda           | 35                |
| Nuova Zelanda     | 21                |
| Paesi Bassi       | 80                |
| Portogallo        | 13                |
| Regno Unito       | 26                |
| Repubblica Ceca   | 48                |
| Slovacchia        | 54                |
| Stati Uniti       | 8                 |
| Svezia            | 34                |
| Svizzera          | 77                |

### Classifiche di fine anno
| Classifica (2017) | Posizione |
| ----------------- | --------- |
| Australia         | 36        |
| Brasile           | 182       |
| Canada            | 17        |
| Danimarca         | 61        |
| Islanda           | 32        |
| Nuova Zelanda     | 19        |
| Regno Unito       | 62        |
| Stati Uniti       | 10        |
| Svezia            | 74        |
| Classifica (2018) | Posizione |
| Estonia           | 92        |
| Australia         | 100       |

## Date di pubblicazione
| Paese                 | Data            | Formato                | Etichetta        | Nota   |
| --------------------- | --------------- | ---------------------- | ---------------- | ------ |
| Stati Uniti d'America | 31 gennaio 2017 | Rhythmic contemporary  | Republic         | [ 16 ] |
| Italia                | 7 aprile 2017   | Contemporary hit radio | Universal Italia | [ 36 ] |